# Frank Southall
William Frank Southall (2. juli 1904 – 1. marts 1964) var en britisk cykelrytter som deltog i de olympiske lege 1932 i Los Angeles og 1936 i Berlin.
Southall vandt en bronzemedalje i banecykling under OL 1932 i Los Angeles. Han var med på det britisk hold som kom på en tredjeplads i konkurrencen i 4000 meter forfølgelsesløb efter Italien og Frankrig. De andre på holdet var Ernest Johnson, William Harvell og Charles Holland.
Fire år tidligere, under OL 1928 i Amsterdam, vandt han to sølvmedaljer i landevejscykling. Han kom på en andenplads i både den individuelle og i holdkonkurrencen i 168 kilometer landevejscykling.